# Ceutorhynchus geographicus
Ceutorhynchus geographicus är en skalbaggsart som först beskrevs av Johann August Ephraim Goeze 1777.  Ceutorhynchus geographicus ingår i släktet Ceutorhynchus, och familjen vivlar. Arten är reproducerande i Sverige.